# أنجيلا فاريل
أنجيلا فاريل (بالإنجليزية: Angela Farrell)‏ هي مغنية أيرلندية، ولدت في 1952 في دونيجال ‏ في جمهورية أيرلندا.

## وصلات خارجية
- أنجيلا فاريل على موقع IMDb (الإنجليزية)
- أنجيلا فاريل على موقع ميوزك برينز (الإنجليزية)
- أنجيلا فاريل على موقع أول ميوزيك (الإنجليزية)
- أنجيلا فاريل على موقع ديسكوغز (الإنجليزية)